# Surfer Rosa
Albums de Pixies
Come On Pilgrim
(1987) Doolittle
(1989)
Surfer Rosa est le premier album du groupe américain Pixies, sorti en mars 1988 sur le label indépendant 4AD. Parmi les caractéristiques importantes de cet album on peut citer le son unique, garage, expérimental et lo-fi, en particulier sa batterie très présente et lourde, qui doit énormément au travail de production de l'ingénieur du son Steve Albini. L'album inclut de nombreuses références à des comportements déviants tels la mutilation et le voyeurisme. D'autres thèmes qui seront présents dans les futurs travaux des Pixies et les caractériseront dans une certaine mesure sont, par exemple, les paroles en espagnol et les références à Porto Rico.
À cause du statut indépendant de 4AD, la distribution de l'album aux États-Unis a été assurée par Rough Trade Records. Quoi qu'il en soit, il n'a nulle part rencontré de succès commercial important à sa sortie. Gigantic, le seul single, n'a atteint que la 93e place du UK Singles Chart. En dépit de ce fait, l'album a été réédité aux États-Unis par Elektra Records en 1992, et a reçu en 2005 la certification or de la RIAA.
Surfer Rosa est souvent cité comme un favori par les critiques musicaux et est fréquemment classé dans les listes de meilleurs albums rock de tous les temps, parmi lesquels : les 500 plus grands albums de tous les temps du magazine Rolling Stone ou des 400 disques indispensables du magazine Rock & Folk. De nombreux musiciens de rock alternatif, notamment Billy Corgan et PJ Harvey, ont mentionné l'album comme faisant partie de leurs inspirations majeures ; Kurt Cobain a affirmé à de nombreuses reprises que Surfer Rosa avait eu une forte influence sur Nevermind. Il a d'ailleurs choisi Steve Albini pour la production de l'album In Utero de Nirvana.

## Contexte
Avant la sortie du premier disque des Pixies, l'EP Come On Pilgrim, Ivo Watts-Russell, directeur du label 4AD, suggéra au groupe de retourner en studio afin d'enregistrer leur premier véritable album. À l'origine, le groupe devait enregistrer ce nouveau disque aux studios Fort Apache, en compagnie de Gary Smith (en), déjà producteur de la Purple Tape et de Come On Pilgrim. Cependant, Smith demanda à pouvoir toucher des royalties sur le nouveau disque des Pixies, car il avait produit, à ses frais et sans toucher la moindre rémunération, les premiers travaux du groupe. Les Pixies refusèrent et se mirent en quête d'un nouveau producteur et d'un autre studio d’enregistrement.
Sur conseil d'un de ses collègues de 4AD, Watts-Russell se mit en tête d'embaucher Steve Albini, ex-leader de Big Black, à la production. Ken Goes, manager des Pixies, envoya à ce dernier une copie de Come on Pilgrim et l’invita à une soirée organisée chez le batteur David Lovering, quelques semaines après la sortie du premier disque du groupe. Albini fit connaissance avec le groupe lors de cette soirée, et ils discutèrent ensemble de la production et de l'enregistrement du disque. Selon Albini lui-même, « Le groupe et moi étions en studio dès le lendemain ». Paul Kolderie, qui avait travaillé avec Smith à Fort Apache, recommanda le studio Q Division à Albini, ce qui aviva les tensions entre Gary Smith et Kolderie. Ce dernier se souvint plus tard : « Gary m'aurait presque tué d'avoir fait une telle suggestion. Il s'imaginait que je lui avais volé le projet ».

## Enregistrement de l'album

### La méthode Albini
Les Pixies entrèrent au Q Division en décembre 1987, avec seulement dix jours devant eux pour boucler l'enregistrement. 4AD alloua dix-mille dollars aux frais de production. Les honoraires d'Albini s'élevèrent à seulement mille cinq cents dollars, et il ne perçut aucune royalty sur le disque. Albini a toujours considéré la perception de royalties par un producteur comme une insulte au groupe. L'enregistrement du disque se limita aux dix jours initialement prévus. Albini avait déjà envisagé d'effectuer ailleurs le mixage des bandes.
Albini, aidé de son assistant Jon Lupfer, utilisa des techniques d’enregistrement peu habituelles. Pour les chœurs de Kim Deal sur Where Is My Mind?, et la voix principale de Gigantic, il enregistra dans une salle de bains, afin d'obtenir un effet d'écho plus vrai que celui fabriqué en studio. Selon John Murphy, à l’époque marié à Deal, « Albini n’aimait pas le son du studio ». Albini a dit plus tard de l'enregistrement qu'il aurait pu être terminé en une semaine, mais qu’avec le groupe, ils firent quelques essais pour s'assurer de la qualité du résultat. Par exemple, sur Something Against You, Albini filtra la voix de Black Francis à travers un ampli de guitare, ce qui donne cet aspect féroce et robotique au morceau.

### Dialogue en studio
Le morceau You Fuckin' Die! est un enregistrement d'une conversation entre Francis et Albini ; selon les différentes versions du disque, il apparaît sous la mention Untitled, ou placé au début de Vamos. Selon Lupfer, cet interlude est une idée d'Albini. Alors que Deal sortait du studio pour fumer une cigarette, elle lança à la cantonade : « Si quelqu'un touche mon matos, je le tue ! ». Ce à quoi Francis répondit : « Je te tuerai toi, putain tu vas crever, si quelqu'un touche mon matos ». Le morceau commence à cet instant, où l'on peut entendre Francis expliquer à Albini pourquoi il dit ça, bien que l’on ne perçoive pas la voix d’Albini. Lupfer admit plus tard qu'Albini savait parfaitement ce qui s'était passé.

## Musique
Sur le plan musical, Surfer Rosa ressemble beaucoup à son prédécesseur, Come on Pilgrim : aux côtés de chansons pop aux guitares imposantes comme Broken Face, Break My Body, et Brick is Red, on trouve des morceaux plus doux et mélodieux, dont le plus connu est Where Is My Mind?.
On trouve également des morceaux très agressifs (Something Against You) et aussi la caractéristique emblématique du groupe, le fameux schéma ralenti/explosion, présent sur Gigantic par exemple. Black Francis est l’auteur de tous les titres, à l’exception de Gigantic, coécrit avec Kim Deal et, fait unique pour une chanson tirée d’un album des Pixies, chantée par la bassiste.
Les thèmes abordés sur Surfer Rosa sont divers et certains pourraient être qualifiés de déviants : la mutilation (Broken Face, Break My Body), le voyeurisme (Gigantic). On trouve également des références aux superhéros (Tony’s Theme), et des teintes surréalistes (Where Is My Mind?, Bone Machine). Le mélange des idiomes (anglais et espagnol) et l’évocation du voyage de Francis à Porto Rico apparaissent également dans l’album (Oh My Golly!, Vamos, ici dans une version légèrement différente de celle présente sur Come On Pilgrim).
D’autres sujets abscons sont abordés sur l’album : Cactus est l’histoire d’un prisonnier qui demande à sa femme de lui envoyer une robe couverte de sang, Gigantic est inspirée d’un film de 1986, Crimes of the Heart, dans lequel une femme mariée tombe amoureuse d'un adolescent, et Where Is My Mind? aurait été inspiré à Francis lors d'une partie de pêche au tuba dans la mer des Caraïbes : le comportement des petits poissons qui tentaient de chasser le chanteur des Pixies aurait intrigué ce dernier.

## Sortie
Surfer Rosa est sorti au Royaume-Uni le 21 mars 1988, et jusqu'au mois d'août de la même année, ne fut disponible qu'en import aux États-Unis. 4AD détenait les droits pour la distribution mondiale du disque mais n’avait pas pour autant de distributeur pour la vente hors Royaume-Uni. 4AD signa un contrat de distribution avec la branche américaine de Rough Trade, qui distribua l’album aux États-Unis sous la forme d'un CD contenant Come on Pilgrim et Surfer Rosa. En janvier 1992, Elektra Records distribua les deux disques séparément. Surfer Rosa n'est devenu disque d'or aux États-Unis qu'en 2005, soit 17 ans après sa sortie.
Gigantic fut l'unique single tiré de Surfer Rosa; il reçut un bon accueil critique. Ce morceau, ainsi que sa face B, River Euphrates, furent réenregistrés par Gil Norton aux studios Blackwing, en mai 1988. L'album comme le single furent des échecs commerciaux. Ainsi, Gigantic fut classé 93e au classement des ventes de singles au Royaume-Uni.

## Pochette
La pochette de Surfer Rosa représente une danseuse de flamenco, seins nus, devant un mur orné d'un crucifix et d'un poster déchiré. Cette mise en scène est l'œuvre de Simon Larbalestier, responsable de toutes les pochettes des albums des Pixies. Selon ce dernier, l'idée de la pochette venait de Black Francis, qui avait écrit certaines de ses chansons dans le bar de son père, lieu réputé pour ses danseuses dénudées. Le crucifix est une nouvelle évocation, visuelle cette fois, de l'influence de la religion sur les chansons des Pixies. Le livret de l'album décline plusieurs photos de la danseuse de flamenco, que l'on voit se déshabiller au fil des clichés. Le livret ne contient ni les paroles des chansons, ni les photos des membres du groupe, ni le nom de Steve Albini. Les photos furent prises le même jour, dans un bar en face des bureaux de 4AD, car, selon Larbalestier, « c'était le seul endroit disposant d'une scène surélevée ». Dans une interview de 1988, Francis décrit le concept de la pochette comme étant celui d'une « surfeuse, très belle, marchant sur la plage de Binones, sa planche sous le bras ». Interrogé sur le fait que la jeune femme ait les seins nus, il répondit : « Pour le premier disque, j'avais dit au photographe que j'aimais la nudité. J'aime les courbes du corps, pas comme quelque chose de mauvais goût, mais j'aime les courbes corporelles, et cela ne doit pas nécessairement être une femme ». Le titre original de l’album devait être Gigantic, d’après la chanson chantée par Deal, mais le groupe finit par craindre que ce titre fût interprété comme une référence à la poitrine de la danseuse sur la pochette, ce qui n’était pas le cas.

## Accueil critique
La presse musicale britannique fut globalement positive. Ian Crana de Q écrivit à leur sujet que « ce qui fait des Pixies un groupe à part réside dans leurs mélodies pop explosives », notant au passage « qu'ils pourraient avoir un avenir radieux devant eux ». Chroniquant l'album en mars 1988, Mark Sinker du NME écrivit : « Ils forcent le passé à sonner comme eux », et donna la note de 9,5/10 au disque. Surfer Rosa reçut une critique positive de Robert Christgau du Village Voice avec la note B, tandis que Spin qualifiait l'album de « beauté brutale », décernant du même coup aux Pixies le titre de groupe de l'année. Rolling Stone ne chroniqua pas l'album à sa sortie.
Surfer Rosa fut souvent cité parmi les meilleurs albums de l'année 1988. Les revues musicales indépendantes Sounds et Melody Maker ont élu cet album disque de l’année. Dans les classements respectifs du NME et du Record Mirror, le disque apparaît respectivement aux 10e et 14e places. Cependant, Surfer Rosa ne fut cité dans aucune des listes publiées aux États-Unis pour faire le bilan de la production musicale de l'année, pas plus que dans le référendum annuel du Village Voice. Depuis, de nombreuses revues ayant ignoré ou mésestimé le disque à sa sortie ont révisé leur jugement, le considérant désormais comme un album essentiel du rock indépendant des années 1980. C'est notamment le cas de Rolling Stone qui donna au disque la note maximale de 5/5 en 2004, après l'avoir ignoré en 1988, puis lui avoir donné seulement 3/5 en 1992. L'album apparaît désormais sur de nombreuses listes de meilleurs disques de tous les temps.

## Héritage
Surfer Rosa et la production de Steve Albini ont eu une influence énorme sur le rock indépendant et sur le grunge en particulier. Kurt Cobain a cité Surfer Rosa comme une inspiration fondamentale pour l'écriture de l'album Nevermind. En découvrant l'album, Cobain découvrit aussi le modèle de sons durs et de mélodies pop auquel il aspirait. En 1993, Cobain demanda à Steve Albini de produire In Utero, en grande partie pour son travail sur Surfer Rosa. Billy Corgan des Smashing Pumpkins cite le disque comme étant « celui qui m'a donné envie de m'y mettre ». Corgan fut particulièrement impressionné par le son de la batterie et étudia beaucoup l'aspect technique du disque à l’époque des Smashing Pumpkins. La musicienne PJ Harvey déclare être « restée sur le cul » à l'écoute du disque, et s’est immédiatement mise à rechercher tout ce qu'avait pu faire Albini.
L'entourage du groupe fut également impressionné par le disque. Ivo Watts-Russell se souvient : « La première fois que j'ai entendu le disque, je me rappelle avoir pensé : je ne savais pas que les Pixies pouvaient sonner comme The Fall ». Gary Smith, à l'époque fâché avec le groupe, admet avoir été content d'entendre « un disque aussi puissant et agressif ». Pour Jay Mascis de Dinosaur Jr, « Surfer Rosa sonne bien mieux que leurs disques suivants ».
En 1991, Steve Albini se souvint de l'enregistrement du disque pour le fanzine Forced Exposure : « Leur empressement à se laisser guider par leur maison de disques et leur manager est sans égale. Je n'ai jamais vu quatre vaches plus impatientes d'être tirées par les naseaux ». Albini s’est depuis excusé pour ces propos, reconnaissant « ne pas avoir reconnu toute l'importance que le groupe a eu ».
La chanson Cactus fut reprise par David Bowie sur l'album Heathen en 2002. Le « P-I-X-I-E-S » du refrain, inspiré par le  « T-R-E-X » du groupe de Marc Bolan, est remplacé par un « D-A-V-I-D ».

## Liste des chansons
1. Bone Machine - 3:03
2. Break My Body - 2:06
3. Something Against You - 1:48
4. Broken Face - 1:30
5. Gigantic - 3:55
6. River Euphrates - 2:32
7. Where Is My Mind? - 3:53
8. Cactus - 2:17
9. Tony's Theme - 1:52
10. Oh My Golly! - 1:47
11. Vamos - 5:06
12. I'm Amazed - 1:42
13. Brick Is Red - 2:01

## Crédits
D'après le livret de Surfer Rosa
- Black Francis : chant, guitare
- Joey Santiago : guitare principale
- David Lovering : batterie
- Kim Deal : basse, chant (créditée en tant que Mrs. John Murphy)
- Produit et enregistré par Steve Albini
- Direction artistique et design de l'album : Vaughan Oliver / v23
- Photographies : Simon Larbalestier

## Distinctions
| Revue          | Pays        | Distinction                                   | Année | Classement |
| -------------- | ----------- | --------------------------------------------- | ----- | ---------- |
| Mojo           | Royaume-Uni | Mojo 1000, the Ultimate CD Buyers guide       | 2001  | *          |
| Musik Express  | Allemagne   | Les 50 meilleurs albums des années 80         | 2003  | 2          |
| Pitchfork      | États-Unis  | Top 100 des albums des années 1980            | 2002  | 7          |
| Pure Pop       | Mexique     | Les 100 plus grands albums                    | 1993  | 22         |
| Q              | Royaume-Uni | Les 50 meilleurs albums de tous les temps     | 2001  | *          |
| Rolling Stone  | États-Unis  | Les 500 plus grands albums de tous les temps  | 2012  | 317        |
| Slant Magazine | États-Unis  | Les meilleurs albums des années 1980          | 2012  | 36         |
| Spin           | États-Unis  | Top 100 des albums de ces 20 dernières années | 2005  | 6          |
| Treble         | États-Unis  | Les meilleurs albums des années 80, par année | 2006  | 1          |

(*) désigne une liste non classée